# NETmundial
NETmundial foi um Encontro Multissetorial Global Sobre o Futuro da Governança da Internet, que aconteceu nos dias 23 e 24 de abril de 2014 em São Paulo.
Tem como foco a elaboração de princípios de governança da Internet e a proposta de um roteiro para a evolução futura desse ecossistema, que recebe diversas críticas devido ao poder de controle dos Estados Unidos.

## Criação
A ideia de sediar um evento sobre a governança da Internet partiu da presidente Dilma Rousseff durante a abertura da Assembleia Geral da ONU em 2013, devido às denuncias de espionagem em massa realizada pelos Estados Unidos.

## Comitês
Devido ao objetivo de reunir diversos representantes da sociedade civil, do setor privado, da academia e comunidade técnica, a NETmundial foi concebida com vários comitês, com cada um especialistas da respectiva área, tendo o objetivo de dar as diretrizes.

### Comitê Multissetorial de Alto Nível
Composto por representes de nível ministerial de 12 países (África do Sul, Alemanha, Argentina, Brasil, Coreia do Sul, Estados Unidos, França, Gana, Índia, Indonésia, Tunísia e Turquia) mais 12 membros da comunidade multissetorial internacional, além de representantes da União Internacional de Telecomunicações, do Departamento para Assuntos Econômicos e Sociais das Nações Unidas e representações da Comissão Europeia.
Tem como responsabilidade supervisionar a estratégia global do evento e de promover o envolvimento da comunidade internacional em torno dos temas que serão discutidos na reunião.

### Comitê Multissetorial Executivo
Composto por 9 membros internacionais, incluindo representantes das comunidades técnicas, civil e acadêmica, setor privado e do Departamento de Assuntos Econômicos e Sociais das Nações Unidas.
É responsável pela agenda da reunião, seu formato, convite a participantes e por gerenciar as Contribuições de Conteúdo recebidas, assegurando a participação equilibrada da comunidade global.
Durante a fase de captação de conteúdo, foram recebidas cerca de 188 contribuições, de 46 países distintos.

### Outros comitês
- Comitê de Logística e Organização[1]
- Conselho de Assessores Governamentais[1]

## Evento

### Primeiro dia
A cerimônia de abertura contou com a participação da Dilma Rousseff e o ministro das Comunicações, Paulo Bernardo.
Sem citar diretamente os Estados Unidos, a presidente o criticou, dizendo "É importante a participação multilateral. A participação dos governos deve ocorrer com igualdade entre si, sem que um país tenha mais peso que outros", em clara referência ao controle de organizações reguladoras da Internet, como a ICANN, e atos como as espionagens.
Foi sancionada pela Dilma Rousseff o Marco Civil da Internet.

### Não envio das propostas russas
O representante da Rússia perguntou por qual motivo os comentários do país dele não foram incluídos, assim questionando a transparência da organização da NETmundial. Como resposta, um dos conferencistas brasileiros e membro do comitê executivo respondeu dizendo que a Rússia não enviou as propostas no prazo.
Como resposta, representantes da Rússia afirmaram que não vão referendar os documentos.

### Impasses na escrita da carta final
Um dos impasses foi a inclusão ou não da neutralidade da rede, com o governo brasileiro a favor da inclusão no documento final, enquanto os Estados Unidos e União Europeia contrários, acabando ficando apenas como uma nota para ser discutido no futuro.
Outro impasse foi a inclusão ou não dos direitos autorais, por trazer repúdio e aos representantes da sociedade civil, acabando por não ser inserido, apesar de ainda não os terem agrado, por considerarem que o documento final não reflete as preocupações básicas da sociedade.

## Carta
A carta final não sofreu muitas alterações do modelo proposto antes do evento, exceto em relação a neutralidade da rede, espionagem, direitos autorais.
Outro ponto foi a transição das funções da IANA, que atualmente pertencem ao Estados Unidos, para um modelo multissetorial, prevendo terminar até setembro de 2015, quando termina o contrato com o Departamento de Comércio dos Estados Unidos.

## Ligação externa
- «Sítio oficial»
- «Carta na íntegra da NETmundial» (PDF) (em inglês)